# John Anthony Kaiser
Pour les articles homonymes, voir John Kaiser et Kaiser.
John Anthony Kaiser mhm, né le 29 novembre 1932 à Perham (Minnesota) et mort assassiné le 23 août 2000 à Morendat au Kenya, est un missionnaire catholique américain de la Société des missionnaires de Saint-Joseph de Mill Hill, victime d'un assassinat non élucidé.

## Biographie
John Anthony Kaiser naît dans le Minnesota dans une famille catholique de quatre enfants, descendant d'immigrés germanophones. Il poursuit ses études chez les bénédictins de la Saint John's Preparatory School, puis pendant deux ans au College of Saint John's University de Collegeville. Ensuite, il s'engage comme parachutiste dans l'armée en 1954, où il atteint le grade de sergent. Puis il retourne poursuivre ses études à l'université de Saint-Louis où il obtient un Bachelor of Arts en lettres anglaises en 1960. C'est à cette époque qu'il rejoint les rangs des chevaliers de Colomb, puis il entre comme novice au collège Saint-Joseph de Mill Hill dans le Grand Londres qui forme les futurs missionnaires de la Société. Il y étudie de 1960 à 1964. Il est ordonné prêtre pour la Société des missionnaires de Mill Hill à Saint-Louis en 1964. Il est envoyé ensuite en mission au Kenya.

### Missionnaire
Le P. Kaiser passe vingt ans dans les différentes missions du diocèse de Kisii. Pendant cette période, la population des catholiques est multipliée par deux, si bien que les quarante-huit prêtres qui s'occupent des 500 000 baptisés leur sont totalement dédiés, d'autant plus que cette population vit souvent dans des situations de précarité et de pauvreté.
En 1993, le P. Kaiser est affecté par ses supérieurs au camp de réfugiés de Maela dans le diocèse de Ngong. Ce camp a été formé par des réfugiés fuyant leurs villages incendiés à cause des violences tribales. Le P. Kaiser, comme d'autres, est d'avis que c'est le gouvernement qui fomente ces troubles, afin d'accaparer de nouvelles terres. L'attention internationale est alertée, et le camp est fermé aux environs de Noël 1994, les réfugiés étant installés de force ailleurs. Le P. Kaiser proteste contre cette fermeture à la suite de quoi il est arrêté et frappé, puis relâché dans la brousse. Ses supérieurs le mutent chez les Masaïs dans la paroisse de Lolgorian.
Il est appelé à témoigner en 1998 devant la commission d'enquête d'Akiwumi (en) (formée le 1er juillet 1998) qui doit rendre son rapport au président Daniel arap Moi à propos de ces violences tribales de la vallée du Rift. Devant la commission, il dénonce en public les agissements de certains membres du gouvernement et leur protection par l'actuel président. Le rapport est rendu le 18 octobre 1998 en mentionnant le témoignage du missionnaire « contre les agissements de membres haut placés du gouvernement. »
John Kaiser porte aussi assistance à deux adolescentes accusant Julius Sunkuli (en), ministre de Daniel arap Moi, de les avoir violées. Sunkuli offre de l'argent pour permettre à l'une des deux adolescentes (Florence âgée de quatorze ans) d'avorter, ce qu'elle refuse préférant garder son bébé. Le missionnaire met les deux adolescentes en rapport avec la fédération kényane des femmes avocates, la FIDA-Kenya. Les avocats soumettent le cas au gouvernement, mais Sunkuli n'est ni mis en examen, ni même jamais inquiété. Au contraire, la police dévalise l'immeuble où les adolescentes avaient trouvé refuge.

### Opposition au gouvernement kényan
En novembre 1999, les autorités déclarent que le permis de travail du missionnaire est venu à expiration et qu'il doit partir. Celui-ci se cache à Kisii avant d'obtenir un nouveau permis, grâce à l'intervention de l'ambassadeur américain Johnnie Carson (en) et de l'évêque de Ngong, Mgr Colin Davis.
En mars 2000, la Law Society of Kenya décerne son prix annuel en faveur des droits de l'Homme au P. Kaiser, pour son témoignage devant la commission d'Akiwumi et sa défense des deux adolescentes. Il y est mentionné « sa ténacité courageuse, sa détermination et son sacrifice envers le faible, l'opprimé et le tyrannisé. ».
Le P. Kaiser est parfaitement conscient des risques qu'il encourt d'avoir parlé et déclare dans son livre publié post mortem, If I Die : « I want all to know that if I disappear from the scene, because the bush is vast and hyenas many, that I am not planning any accident, nor, God forbid, any self destruction. Instead, I trust in a good guardian angel and in the action of grace. » (« Je veux que chacun sache que si je viens à disparaître de la scène, parce que la brousse est vaste et les hyènes sont nombreuses, je n'ai aucune intention de commettre un accident, ni — ce qu'à Dieu ne plaise — de m'autodétruire. Au contraire, je mets ma confiance dans un bon ange gardien et dans l'action de grâce. »)

### Mort et enquêtes
John Anthony Kaiser est tué d'un coup de feu à la tête dans la nuit du 23 août 2000. Son corps est retrouvé à six heures du matin entre deux acacias, au croisement de la route de Naivasha et de la route de Nakuru. Il devait témoigner devant la Cour internationale de justice de La Haye trois semaines plus tard, et possédait des documents importants à ce propos. La police arrivée sur place conclut tout de suite à un meurtre.
Florence Mpayei, une semaine après l'assassinat du missionnaire, abandonne ses poursuites contre Sunkuli.
Le médecin légiste qui examine le cadavre du P. Kaiser déclare que le tir a été effectué à bout portant à 0,91 mètre de la victime.
Le gouvernement de Daniel arap Moi divulgue alors la théorie du suicide. Le Congrès des États-Unis émet une résolution qualifiant la mort du P. Kaiser, d'assassinat et demandant au Département d'État de faire ouvrir une enquête. 
Le nonce apostolique Giovanni Tonucci déclare aux funérailles du missionnaire, qui ont lieu à la basilique de Nairobi, qu'il a été assassiné « parce qu'il était — et qu'il est dans l'éternité de Dieu — un prêtre catholique qui prêchait l'Évangile. Ceux qui l'ont tué et ceux qui ont planifié sa mort voulaient faire taire la voix de l'Évangile […]. Deux jours seulement avant sa mort, j'ai rencontré le P. Kaiser pour une longue conversation. Il m'a demandé ma bénédiction à la fin que je lui ai accordée avec réticence, car je pensais alors que c'était plutôt lui un vieux missionnaire méritant qui aurait dû me la donner. Combien plus suis-je convaincu de ce que maintenant nous le considérons comme un martyr de la foi ? ». Le cardinal Maurice Otunga concélèbre également la messe des funérailles.
La Law Society of Kenya renomme son prix annuel en Father Kaiser Human Rights Award. Un nouveau gouvernement est élu au Kenya en 2002. Une nouvelle enquête est ouverte à la requête de la Conférence épiscopale du Kenya (son nom d'alors), qui conclut le 12 juin 2007, d'après cent onze témoignages, que le P. Kaiser a bien été assassiné.

## Publications
- (2003) If I Die, Nairobi, Kenya, WordAlive Publishers.

## Filmographie
La vie du P. Kaiser a inspiré plusieurs documentaires dont celui de 60 Minutes et un film intitulé The Rugged Priest sorti en 2011 qui a gagné le prix Golden Dhow à Zanzibar en 2011 au 14e Zanzibar International Film Festival et le prix du meilleur film africain au festival de Vérone en Italie en 2011.